# 愛知ヨーク
愛知ヨーク株式会社（あいちヨーク、英: Aichi Yoke Co., Ltd. ）は、愛知県小牧市に本社を置くヨーグルトメーカー。液状ヨーグルトのパイオニアとして知られる。後述するように日清食品グループの日清ヨークとの資本関係はない。

## 概要
1957年（昭和32年）設立。かつては愛知ヤクルト製造株式会社としてヤクルト原液の製造・販売を行っていた。また、ヤクルトの製造の傍ら、飲むことができるヨーグルト（活性乳酸菌含有はっ酵乳）の研究を行い、その製造方法の特許を取得。後の1970年（昭和45年）から、当社の主力商品の「ヨーク」の製造販売を開始。それに合わせ、愛知ヨーク株式会社に商号を変更し現在に至っている。なお、株式会社ヨーク本社（現日清ヨーク）は、神奈川県より東を担当する協力会社として設立されたが、愛知ヨークとの資本関係は一切ない。その関係上、愛知ヨークは、これらのエリアでは事業展開していない。
現在ではヨーグルトのほか、ゼリーや健康補助食品の製造も行っている。また同社の製品は、学校給食などで多く採用されている。
看板商品であった「ヨーク（アシドミルク）」の学校給食用パックは、三角すいの独特なデザインが特徴であった。

## 沿革
- 1957年（昭和32年）2月26日 - 「愛知ヤクルト製造株式会社」として設立。
- 1970年（昭和45年）11月 - 「愛知ヨーク株式会社」に商号変更。
- 2019年（平成31年）4月 - 岐阜ヨーク株式会社、京滋ヨーク株式会社を合併。

## 主な商品
- 飲むヨーグルト（アシドミルク（ヨーク）など）
- ソフトヨーグルト（ソフトクリームヨーグルトなど）
- ハードヨーグルト（コアコアなど）
- 乳酸菌飲料（ラブミーエース）
- デザート（くだものゼリーなど）
- 健康補助食品（アシドグリーン等）

## 事業所
- 本社・本社工場（愛知県小牧市）
- 名古屋センター（愛知県名古屋市名東区）
- 西名古屋センター（愛知県あま市）
- 小牧センター（愛知県小牧市）
- 岡崎センター（愛知県岡崎市）
- 豊橋センター（愛知県豊橋市）
- 岐阜営業所（岐阜県瑞穂市）
- 四日市営業所（三重県四日市市）
- 関東営業所（東京都千代田区）
- 北陸営業所（石川県金沢市）
- 京都営業所（大阪府茨木市）
- 福岡営業所（福岡県大野城市）
- 熊本営業所（熊本県熊本市南区）
- 鹿児島営業所（鹿児島県鹿児島市）

## 関連会社
- 静岡ヨーク株式会社
- 大阪ヨーク株式会社
- 兵庫ヨーク株式会社
- 岐阜ヨーク株式会社
- ヨーク信州株式会社
- 京滋ヨーク株式会社

## 備考
- ソフトクリームヨーグルトのキャラクター「ヨークレンジャー」[2]は、同社提供のラジオ番組『神田朱未のわたしのすきなこと。』でパーソナリティを努める神田朱未が原案を作成したものである[3]。